# シーロム駅
シーロム駅（シーロムえき、タイ語:สถานีสีลม）は、タイ王国のバンコク都バーンラック区にある、バンコク・メトロの駅である。駅番号は「BL26」。
バンコク・スカイトレインシーロム線のサラデーン駅と乗り換え通路がある。

## 歴史
- 2004年7月3日 【開業】ブルー・ライン線（フワランポーン - バーンスー） (20.8 km)

## 駅構造
フルスクリーンタイプのホームドアがあり、上下方向別単式ホーム2面2線の地下駅である。改札口が地下1階にあり、地下2階にバンスー方面、地下4階にフワランポーン方面のプラットホームがあり、三重構造となっている。
なお、サームヤーン - 当駅 - ルンピニー間で上下線の乗り場が大幅に離れているのは、その間にバンコク都が管理する大きな水道トンネルがあるため。この影響で、1番線・フワランポーン方面のホームは地上入口から30メートルも深く、当駅がタイで最も深い鉄道駅となっている。各種の制約をクリアするため、新工法である鋼製地中連続壁工法が日本国外で初めて採用された。
| 地面    | 出入口                   | ラーマ4世通り                               |
| 地下1階 | 改札口階                 | 自動券売機、自動改札口、ATM                 |
| 地下2階 | 上下方向別単式ホーム     | 上下方向別単式ホーム                        |
| 地下2階 | 2番線・下り■ブルーライン | →ルンピニー・スクムウィット・バーンスー方面 |
| 地下4階 | 上下方向別単式ホーム     | 上下方向別単式ホーム                        |
| 地下4階 | 1番線・上り■ブルーライン | ←サームヤーン・フワランポーン方面           |

## 駅周辺

### ラーマ4世通り
- ルンピニー公園
  - ラマ6世像
- チュラコンローン病院
- ロビンソン
- BTSスカイトレイン・シーロム線 サラデーン駅 - 連絡歩道で直結
- デュシタニ・バンコク（ホテル）
  - 将軍（日本料理）
- チャーン・イサラビル1
  - 江戸屋
  - 味里
- ラマランドビル
  - HITACHI

### シーロム通り
- CPタワー
  - ANA
- リバティ・スクエア
  - シミコ証券
- カモンスコソンビル
- パッポン通り
- ヤダビル
- シーロム・コンプレックス
  - 東京堂書店

### タニヤ通り
- 有馬温泉
- 築地
- 東海
- 牛野家
- すし幸
- 魚ふく
- まとい寿司
- 桃太郎
- あろい（焼肉）

#### タニヤ・プラザ
- 2F
  - 味楽
  - れんが家
- 3F
  - こぞう寿司
- 4F
  - World
- 23F
  - PA&CA

#### タニヤ・プラザBTSウイング
- 2F
  - 大創産業、青りんご
- 3F
  - 大戸屋
- 4F
  - ニュー東洋トラベル
- 10F
  - ワールド・コングレス